# Шелби (окръг, Алабама)
Окръг Шелби (на английски: Shelby County) е окръг в щата Алабама, Съединени американски щати. Площта му е 2098 km², а населението – 223 024 души (1 април 2020). Административен център е град Колумбияна.